# Trần Duy Thanh
Trần Duy Thanh là một tướng lĩnh Công an nhân dân Việt Nam, hàm Thiếu tướng. Ông từng là Phó Cục trưởng Cục Đối ngoại, Bộ Công an Việt Nam, nguyên Chánh Văn phòng Interpol Việt Nam.

## Tiểu sử
Tháng 5 năm 2012, Trần Duy Thanh là Đại tá Công an, Cục trưởng Cục Cảnh sát điều tra tội phạm về tham nhũng (C48), Bộ Công an.
Từ năm 2013 đến tháng 2 năm 2014, Trần Duy Thanh là Thiếu tướng, Chánh Văn phòng Interpol Việt Nam.
Từ tháng 2 năm 2015 đến tháng 3 năm 2017, Trần Duy Thanh là Thiếu tướng, Phó Cục trưởng Cục Đối ngoại, Bộ Công an Việt Nam.